# Leptosomatides gracile
Leptosomatides gracile is een rondwormensoort uit de familie van de Leptosomatidae.